# Woodbastwick
Woodbastwick is een civil parish in het bestuurlijke gebied Broadland, in het Engelse graafschap Norfolk met 399 inwoners.